# Кућа од папира
Кућа од папира (шп. La casa de papel) шпанска је телевизијска серија коју је створио Алекс Пина. Прати две дуго припремане пљачке које је осмислио Професор (Алваро Морте) — једну у Краљевској ковници Шпаније и другу у Банци Шпаније — испричане из перспективе једне од пљачкашица, Токио (Урсула Корберо).
Серија је добила неколико награда, укључујући Међународну награду Еми за најбољу драмску серију, као и похвале критичара за софистицирану радњу, међуљудске драме, режију и покушаја аутора да иновира шпанску телевизију. Италијанска антифашистичка песма Бела ћао, која се чује више пута током серије, постала је летњи хит широм Европе током 2018. године. Била је најгледанија серија која није на енглеском језику и једна од најгледанијих серија у целини које је приказао Netflix, имавши посебан одјек код гледалаца из Јужне Европе и Латинске Америке.
Римејк/наставак смештен у истом измишљеном универзуму, под насловом Кућа од папира: Кореја, приказан је 24. јуна 2022. Спиноф серија, под насловом Берлин у којој је Педро Алонсо поновио своју улогу, приказује се од 29. децембра 2023.

## Радња
Смештен у Мадриду, тајанствени човек познат као „Професор” регрутује групу од осам људи, који бирају имена градова као своје псеудониме, да спроведу амбициозни план који чини улазак у Краљевску ковницу Шпаније и бекство са 984 милиона евра. Након што је узео 67 људи за таоце унутар Ковнице новца, тим планира да остане унутра 11 дана како би штампао новац док се истовремено бави елитним полицијским снагама. У догађајима који су уследили након првобитне пљачке, чланови групе су приморани да се сакрију и припреме за другу пљачку, са још неким члановима, овог пута са циљем да побегну са златом из Банке Шпаније.

## Улоге
| Глумац              | Улога                        |
| ------------------- | ---------------------------- |
| Урсула Корберо      | Силене Оливеира / Токио      |
| Алваро Морте        | Серхио Маркина / Професор    |
| Ицијар Итуњо        | Ракел Муриљо / Лисабон       |
| Педро Алонсо        | Андрес де Фонољоса / Берлин  |
| Пако Тоус           | Агустин Рамос / Москва       |
| Алба Флорес         | Агата Хименез / Најроби      |
| Мигел Херан         | Анибал Кортез / Рио          |
| Хаиме Лоренте       | Данијел Рамос / Денвер       |
| Естер Асебо         | Моника Газтамбиде / Стокхолм |
| Енрике Арсе         | Артуро Роман                 |
| Марија Педраса      | Алисон Паркер                |
| Дарко Перић         | Мирко Драгић / Хелсинки      |
| Кити Манвер         | Мариви Фуентес               |
| Ховик Кеучкеријан   | Сантијаго Лопез / Богота     |
| Лука Перош          | Јаков / Марсељ               |
| Белен Куеста        | Хулија Мартинез / Манила     |
| Фернандо Кајо       | Луис Тамајо                  |
| Родриго де ла Серна | Мартин Бероте / Палермо      |
| Најва Нимри         | Алисија Сијера               |

## Епизоде
| Део | Део | Епизоде | Епизоде           | Оригинална објава  | Оригинална објава  |
| Део | Део | Епизоде | Епизоде           | Премијера          | Финале             |
| --- | --- | ------- | ----------------- | ------------------ | ------------------ |
|     | 1.  | 9       | 9                 | 2. мај 2017.       | 27. јун 2017.      |
|     | 2.  | 6       | 6                 | 16. октобар 2017.  | 23. новембар 2017. |
|     | 3.  | 8       | 8                 | 19. јул 2019.      | 19. јул 2019.      |
|     | 4.  | 8       | 8                 | 3. април 2020.     | 3. април 2020.     |
|     | 5.  | 10      | 5                 | 3. септембар 2021. | 3. септембар 2021. |
| 5   | 5.  | 10      | 3. децембар 2021. | 3. децембар 2021.  |                    |